# Nuovo Range
Nuovo Range è un brano musicale dei rapper italiani Rkomi, Sfera Ebbasta e Junior K, facente parte del terzo album in studio di Rkomi Taxi Driver.

## Successo commerciale
Per due settimane Nuovo Range è rimasto in vetta alla Top Singoli, divenendo il primo singolo numero uno per Rkomi.

## Classifiche

### Classifiche settimanali
| Classifica (2021) | Posizione massima |
| ----------------- | ----------------- |
| Italia            | 1                 |

### Classifiche di fine anno
| Classifica (2021) | Posizione |
| ----------------- | --------- |
| Italia            | 8         |
| Classifica (2022) | Posizione |
| Italia            | 54        |